# Jerdy Schouten
Jerdy Schouten, född 12 januari 1997, är en nederländsk fotbollsspelare som spelar för PSV och Nederländernas herrlandslag i fotboll, där han är med i truppen vid fotbolls-EM 2024.